# Tomáš Řízek
Tomáš Řízek (* 1. října 1963 Praha) je český malíř, grafik a ilustrátor, člen Klubu ilustrátorů dětské knihy. Tomáš Řízek se angažuje ve prospěch ochrany přírody a krajiny v lokalitě na hranicích okresů Česká Lípa a Liberec jako předseda Společnosti na záchranu kopce Tlustec se sídlem v Postřelné.